# Micheál Martin
Micheál Martin, irl. Mícheál Ó Máirtín (ur. 1 sierpnia 1960 w Corku) – irlandzki polityk, deputowany, członek Fianna Fáil i od 2011 lider tej partii, minister edukacji i nauki (1997–2000), minister zdrowia i dzieci (2000–2004), minister przedsiębiorczości, handlu i zatrudnienia (2004–2008), minister spraw zagranicznych (2008–2011, 2022–2025), minister obrony (2022–2025) w latach 2020–2022 i od 2025 taoiseach (premier), a w latach 2022–2025 tánaiste (wicepremier).

## Życiorys
Jego ojciec Paddy Martin był bokserem. Micheál Martin kształcił się w Coláiste Chríost Rí. Studiował później na University College Cork, gdzie uzyskał licencjat, a następnie magisterium w zakresie historii politycznej. Po studiach pracował jako nauczyciel w rodzinnej miejscowości.
Aktywność polityczną rozpoczął w trakcie studiów. Został wówczas prominentnym członkiem Ógra Fianna Fáil, organizacji młodzieżowej Fianna Fáil. W późniejszym czasie stał na czele partyjnej młodzieżówki. W 1988 dołączył do komitetu wykonawczego FF. W 1985 został wybrany do rady miejskiej w Cork jako kandydat. Zasiadał w niej do 1997, w latach 1992–1993 pełnił funkcję burmistrza.
W 1987 wziął udział w wyborach parlamentarnych, jednak nie uzyskał mandatu. Do Dáil Éireann, niższej izby Oireachtas, został wybrany dwa lata później w 1989, uzyskując mandat Teachta Dála z okręgu Cork South Central. Z powodzeniem ubiegał się o reelekcję w wyborach w 1992, 1997, 2002, 2007, 2011, 2016, 2020 i 2024. W latach 1995–1997 pełnił funkcję rzecznika Fianna Fáil ds. edukacji i Gaeltachtu w gabinecie cieni pod przewodnictwem Bertiego Aherna.
W 1997, kiedy Fianna Fáil po kilku latach przerwy powróciła do władzy, wszedł w skład rządu Bertie Aherna. Od 26 czerwca 1997 do 27 stycznia 2000 zajmował stanowisko ministra edukacji i nauki. Następnie stanął na czele Ministerstwa Zdrowia i Dzieci, którym kierował do 29 września 2004. Jako minister przeforsował wprowadzenie w Irlandii zakazu palenia w miejscu pracy. Za jego rządów przeprowadzono w kraju reformę służby zdrowia, powołującą odpowiedzialną za system publicznej opieki zdrowotnej instytucję Health Service Executive. 29 września 2004 został mianowany ministrem przedsiębiorczości, handlu i zatrudnienia w gabinecie dotychczasowego premiera. W 2006 zniósł tzw. Groceries Order z 1987, ustawę zakazującą sprzedaży artykułów spożywczych poniżej kosztów ich produkcji.
7 maja 2008 objął funkcję ministra spraw zagranicznych w rządzie Briana Cowena. Jednym z pierwszym zadań nowego ministra i rządu było przeprowadzenie w czerwcu 2008 referendum w sprawie ratyfikacji traktatu lizbońskiego. Negatywny wynik tego głosowania ściągnął na irlandzki gabinet krytykę pozostałych państw UE i spowodował poważny kryzys polityczny. 19 stycznia 2011 zrezygnował z funkcji ministra w proteście przeciwko przywództwu Briana Cowena. Wskutek kryzysu rządowego i dymisji kilkoro ministrów premier 22 stycznia 2011 zrezygnował jednakże z funkcji lidera partii, pozostając jednocześnie na czele rządu. W wyniku głosowania 26 stycznia 2011 Micheál Martin został wybrany na nowego lidera Fianna Fáil. W wyborach parlamentarnych w lutym 2011 partia poniosła porażkę. Po ustąpieniu rządu 9 marca 2011 Micheál Martin został liderem opozycji w parlamencie.
W następnej kadencji parlamentu (wybranego w 2016) kierowana przez niego FF umożliwiła dwukrotnie powołanie mniejszościowych gabinetów, na czele których stali kolejno Enda Kenny i Leo Varadkar z Fine Gael. W wyborach parlamentarnych z lutego 2020 Fianna Fáil uzyskała najwięcej mandatów poselskich. Wyniki tych wyborów spowodowały trudności w stworzeniu większościowej koalicji rządowej, co doprowadziło do długotrwałych negocjacji. Koalicję ostatecznie zawarły FG, FF i Partia Zielonych. W ramach porozumienia ustalono, że na czele gabinetu stanie lider FF Micheál Martin, a pod koniec 2022 zastąpi go Leo Varadkar. Porozumienie zostało ostatecznie zatwierdzone przez trzy ugrupowania 26 czerwca 2020. Następnego dnia Dáil Éireann powołała Micheála Martina na urząd premiera; za jego kandydaturą zagłosowało 93 posłów (z partii koalicyjnych oraz część niezależnych). Jeszcze tego samego dnia lider FF został zaprzysiężony przez prezydenta, a także ogłosił skład swojego rządu (w którym Leo Varadkar objął stanowiska wicepremiera oraz ministra).
Zgodnie z umową koalicyjną Micheál Martin złożył rezygnację 17 grudnia 2022. Tego samego dnia na stanowisko premiera powrócił Leo Varadkar. Również 17 grudnia lider Fine Gael utworzył swój drugi gabinet z liderem FF jako wicepremierem oraz ministrem spraw zagranicznych i ministrem obrony. Micheál Martin pozostał na tych stanowiskach także w kwietniu 2024, gdy utworzono kolejny gabinet, na czele którego stanął nowy lider FG Simon Harris.
Po kolejnych wyborach z listopada 2024 FF i FG zdecydowały się na kontynuowanie współpracy; nową koalicję uzupełniła grupa posłów niezależnych. Ponownie ustalono rotację na stanowisku premiera przewidzianą na listopad 2027. 23 stycznia 2025 Dáil Éireann powołała Micheála Martina na urząd premiera (większością 95 głosów „za”). Tego samego dnia lider FF został zaprzysiężony przez prezydenta oraz przedstawił skład nowego rządu.

## Życie prywatne
Micheál Martin jest żonaty z Marry O’Shea, ma czwórkę dzieci.

## Odznaczenia
- Order Księcia Jarosława Mądrego II klasy (Ukraina, 2023)[20]